# ساراتوفسکی (شهرستان زیلایرسکی، باشقیرستان)
ساراتوفسکی (انگلیسی: Saratovsky, Zilairsky District, Republic of Bashkortostan) یک شهرک در شهرستان زیلایرسکی استان باشقیرستان کشور روسیه است.